# Zita-Eva Funkenhauser
Zita-Eva Funkenhauser (Satu Mare, 1 juli 1966) is een schermer uit Duitsland.
Funkenhauser werd in Roemenië geboren, maar kwam uit voor West-Duitsland op de Olympische Spelen op het onderdeel schermen. Ze won tweemaal goud, in 1984 en 1988 met het West-Duitse team. In 1988 pakte ze ook nog een bronzen medaille op het individuele nummer.
Op de Olympische Zomerspelen in 1992 behaalde ze een zilveren medaille met het Duitse team, en werd ze individueel dertiende.
Op de Wereldkampioenschappen schermen 1995 behaalde ze met het Duitse team een bronzen medaille.
Zita-Eva is de zus van Hedwig Funkenhauser.
1960: Gorochova, Petrenko, Proedskova, Rastvorova, Sjisjova, Zabelina ·
1964: Juhász-Nagy, Marosi, Mendelényi-Ágoston, Sákovics-Dömölky, Ildikó Ujlaki-Rejtő ·
1968: Gorochova, Petrenko-Samoesenko, Novikova, Tsjirkova, Zabelina ·
1972: Belova-Novikova, Gorochova, Petrenko-Samoesenko, Tsjirkova, Zabelina ·
1976: Belova-Novikova, Giljazova, Knjazeva, Sidorova, Nikonova ·
1980: Begard, Brouquier, Gaudin, Muzio, Trinquet ·
1984: Bischoff, Funkenhauser, Hanisch, Weber, Wessel ·
1988: Bau, Fichtel, Funkenhauser, Klug, Weber ·
1992: Bianchedi, Bortolozzi, Trillini, Vaccaroni, Zalaffi ·
1996: Bortolozzi, Trillini, Vezzali ·
2000: Bianchedi, Giacometti, Trillini, Vezzali ·
2008: Boiko, Lamonova, Nikichina, Sjanajeva ·
2012: Errigo, Di Francisca, Salvatori, Vezzali ·
2020: Deriglazova, Zagidoellina, Korobejnikova, Martjanova ·
2024: Dubrovich, Kiefer, Scruggs, Weintraub
- Gemeinsame Normdatei: 114924775
- International Standard Name Identifier: 0000 0000 0997 0899
- Virtual International Authority File: 42554602
- WorldCat: E39PBJkT8vMKBD7bxJgPWDXyBP